# William McFadden Orr
William McFadden Orr   (Comber, 2 de maig de 1866 - Douglas, 14 d'agost de 1934) va ser un matemàtic irlandès.

## Vida i obra
Orr, fill de pagesos benestants, va estudiar al Methodist College de Belfast i al Queen's College de Belfast sota la direcció de John Purser, abans d'entrar al St John's College de Cambridge en el qual es va graduar com Senior Wrangler el 1888. El 1891 va ser nomenat professor del Royal College of Science d'Irlanda a Dublín i, el 1926, quan aquesta institució va ser absorbida per l'University College de Dublín, va passar amb el mateix títol fins al 1933 en que es va jubilar.
Orr és recordat, sobre tot, per haver proposat el 1907 que les pertorbacions d'un fluid en moviment poden experimentar creixement transitoris que impedeixin de fet la seva tendència a l'estabilitat. Sota les influències de lord Rayleigh i lord Kelvin, també va fer estudis de física matemàtica.